# Рисино
Рисино (рос. Рысино) — присілок в Локнянському районі Псковської області Російської Федерації.
Населення становить 141 особу. Входить до складу муніципального утворення Михайловская волость.

## Історія
Від 2015 року входить до складу муніципального утворення Михайловская волость.

## Населення
| 2001 | 2002 | 2010 |
| ---- | ---- | ---- |
| 189  | ↘183 | ↘141 |